# FC트롯퀸즈
FC트롯퀸즈(영문: FC Trot Queens, 2022년 4월 8일 ~ )는 대한민국의 여자 트로트 가수들로 구성된 축구(풋살) 선수단이다.

## 개요
여자 트로트 가수 중에 힘깨나 쓰거나 운동부 출신이 주축으로 체계적인 훈련과 연습을 통해 체력, 기술 등을 연마해 전국 각지의 여자축구팀들과의 도장깨기 가 이어질것이며, 트로트가수들의 친목도 다지고 방송활동도 같이 하며, 건강한 친목 단체로써 운영해 나갈 것이라 한다.
총괄대표는 신민수이다.

## 역사
- 2022년 4월 8일 트로트 가수로 구성된 여자 풋살(futsal)팀 ‘FC트롯퀸즈’가 창단됐다. 트로트 가수 김혜연, 서지오, 박주희, 지원이, 별사랑, 마이진, 이소나, 장혜리, 소유미, 요요미가 창단 멤버이며, 감독 이상윤, 코치 김동훈, 김동섭이 맡았고, 팀단장은 가수 서지오가 맡았다.[2]

- 2022년 8월 12일 FC트롯퀸즈 워크숍에 개그우먼 출신 가수 안소미가 합류하면서 FC트롯퀸즈에 입단했다. 12월에 김혜연, 별사랑, 지원이가 탈퇴하고, 김명선, 트윈걸스(강민선,강민정)가 새로 입단했다.

- 2023년 1월 13일에 인도네시아 자카르타 현지 '상공인의 날' 축하공연이 있었고, 15일에는 현지 여자 ARENA FC 팀과 원정경기를 가졌다. 3월에 이소나가 건강상의 이유로 탈퇴했다. 현재 안소미는 활동하는게 보이지 않는다.

- 2023년 4월 7일 낮 12시 일산 에이미지니에서 창단 1주년 기념행사가 열렸다.

- 2023년 4월 16일 시흥시 포동시민운동장에서 《제17회 FC트롯퀸즈 연예인 축구단 초청 축구대회 & 불우이웃돕기 바자회》겸 FC트롯퀸즈 공연이 있었다. 이날은 장혜리와 요요미가 스케쥴 때문에 경기에 참여하지 못했지만, FC트롯퀸즈가 시흥시의회 시의원들로 구성된 연합팀을 상대로 첫 승리를 기록했다.

- 2023년 6월 21일 가수 지나유, 권민정이 새로 입단했다.

## 코칭스태프
| 직위 | 이름   | 비고          |
| ---- | ------ | ------------- |
| 감독 | 이상윤 |               |
| 코치 | 김동훈 | 골키퍼 코칭   |
| 코치 | 김동섭 |               |
| 코치 | 이성섭 | 전체적인 훈련 |
| 코치 | 이경준 | 메디컬        |

## 선수단
| 등번호 | 이름             | 포지션           | 비고   |
| ------ | ---------------- | ---------------- | ------ |
| 01     | 서지오           | 골키퍼           | 단장   |
| 06     | 박주희           | 수비             | 부단장 |
| 02     | 두리             |                  |        |
| 22     | 요요미           | 공격수           |        |
| 10     | 마이진           | 공격수(미드필더) |        |
| 11     | 소유미           |                  |        |
| 15     | 강보경           |                  |        |
| 88     | 김명선           | 골키퍼           |        |
| 18     | 강민선(트윈걸스) |                  |        |
| 28     | 강민정(트윈걸스) |                  |        |
| 19     | 강자민           |                  |        |
| 33     | 지나유           |                  |        |
| 12     | 김보민           |                  |        |
| 66     | 오로라 민정      |                  |        |
| 85     | 오로라 황후      |                  |        |
| 9      | 오로라 미우      |                  |        |

## 경기
- 2022.05.17. SC마곡유소년팀 친선경기, 부평 풋살장
- 2022.05.27. 포병 여군 FC아리텐즈 친선경기 및 FC트롯퀸즈 공연, 경기도 동두천시 부대 내
- 2022.11.27. 아마추어 여성팀 리치FC와 친선경기, 서울시 양천구 해누리 축구공원풋살장(해누리2구장)
- 2022.12.23. 국군 제5보병사단 여군팀 FC마스터키와 친선경기, 연천
- 2023.01.15. 인도네시아 여성팀 FC아레나(ARENA)와 친선경기, 자카르타
- 2023.03.25. 2023 여자축구 진안마이걸스 창단식 및 친선경기, FC트롯퀸즈 공연, 진안공설운동장
- 2023.03.28. 월드모델연합팀 친선경기, 수원시 팔달구 월드컵로 310 에스빌드풋살파크
- 2023.04.16. 시흥시의회 시의원연합팀 이벤트 경기 및 FC트롯퀸즈 공연, 첫 승리, 시흥시 포동시민운동장
- 2023.04.19. 7사단 여군 FC세븐스타즈 친선경기, 상서면 산양리 173 상서구장

## 역대 스태프, 선수

### 역대 감독
| 순번 | 이름   | 취임   | 사임 | 재임시즌 | 비고     |
| ---- | ------ | ------ | ---- | -------- | -------- |
| 1대  | 이상윤 | 2022년 | -    | -        | 초대감독 |

### 역대 코치
| 순번 | 이름   | 취임 | 사임 | 재임시즌 | 비고 |
| ---- | ------ | ---- | ---- | -------- | ---- |
| 1    | 김동훈 |      |      |          |      |
| 2    | 김동섭 |      |      |          |      |
| 3    | 이성섭 |      |      |          |      |

### 역대 선수
| 활동시기            | 등번호 | 이름             | 포지션 | 비고                                    |
| ------------------- | ------ | ---------------- | ------ | --------------------------------------- |
| 2022.04. ~ 2022.12. | 99     | 김혜연           | -      |                                         |
| 2022.04. ~ 2022.12. | 07     | 별사랑           | -      |                                         |
| 2022.04. ~ 2022.12. | 09     | 지원이           |        |                                         |
| 2022.04. ~ 2023.03. | 03     | 이소나           |        |                                         |
| 2022.04. ~          | 01     | 서지오           | 골키퍼 | 단장                                    |
| 2022.04. ~          | 06     | 박주희           |        |                                         |
| 2022.04. ~          | 22     | 요요미           | 공격수 |                                         |
| 2022.04. ~          | 10     | 마이진           |        |                                         |
| 2022.04. ~          | 11     | 소유미           | 공격수 | 2023년 10월 부터'FC원더우먼'에서도 활동 |
| 2022.04. ~          | 08     | 장혜리           |        |                                         |
| 2022.08. ~ 2022.11. |        | 안소미           |        |                                         |
| 2022.12. ~          | 88     | 김명선           |        |                                         |
| 2022.12. ~          | 18     | 강민선(트윈걸스) |        |                                         |
| 2022.12. ~          | 28     | 강민정(트윈걸스) |        |                                         |
| 2023.6. ~           | 33     | 지나유           |        |                                         |
| 2023.6. ~           | 7      | 권민정           |        |                                         |
| 2024.02. ~          | 02     | 두리             |        |                                         |
| 2024.02. ~          | 15     | 강보경           |        |                                         |
| 2024.02. ~          | 19     | 강자민           |        |                                         |
| 2024.02. ~          | 12     | 김보민           |        |                                         |
| 2024.02. ~          | 66     | 오로라 민정      |        |                                         |
| 2024.02. ~          | 85     | 오로라 황후      |        |                                         |
| 2024.02. ~          | 9      | 오로라 미우      |        |                                         |